# Lista de deputados estaduais do Ceará da 20.ª legislatura
Essa é uma lista de deputados estaduais do Ceará eleitos para o período 1987-1991. Foram eleitos 46 deputados.

## Composição das bancadas
| Partido | Líder              | Bancada | Posição      |
| ------- | ------------------ | ------- | ------------ |
| PMDB    | Narcélio Limaverde | 24 / 46 | Governo      |
| PFL     | Teófilo Girão      | 13 / 46 | Oposição     |
| PDS     | João Elmo Moreno   | 5 / 46  | Oposição     |
| PDT     | Paulo Quezado      | 2 / 46  | Independente |
| PT      | João Alfredo       | 2 / 46  | Oposição     |

## Deputados estaduais
| Número | Deputados estaduais eleitos           | Partido | Votação | Cidade onde nasceu | Unidade federativa |
| 15133  | Narcélio Limaverde                    | PMDB    | 36.468  | Fortaleza          | Ceará              |
| 15326  | Gomes da Silva                        | PMDB    | 31.734  | Tauá               | Ceará              |
| 15580  | Alexandre Figueiredo                  | PMDB    | 30.043  | Sobral             | Ceará              |
| 15554  | Maria Dias Cavalcante Vieira          | PMDB    | 29.057  | Fortaleza          | Ceará              |
| 15791  | Chico Aguiar                          | PMDB    | 28.983  | Fortaleza          | Ceará              |
| 15132  | Humberto Macário de Brito             | PMDB    | 28.598  | Campos Sales       | Ceará              |
| 25944  | Antônio dos Santos                    | PFL     | 27.427  | Crateús            | Ceará              |
| 15494  | Tomaz Antônio Brandão                 | PMDB    | 26.961  | Crateús            | Ceará              |
| 25975  | Francisco Bezerra de Menezes          | PFL     | 25.888  | Juazeiro do Norte  | Ceará              |
| 15652  | Francisco Agaci Fernandes da Silva    | PMDB    | 25.337  | Russas             | Ceará              |
| 15420  | Erasmo Rodovalho de Alencar           | PMDB    | 25.088  | Catolé do Rocha    | Paraíba            |
| 15710  | Manoel Duca da Silveira Neto          | PMDB    | 23.910  | Fortaleza          | Ceará              |
| 15116  | Maria Lúcia Magalhães Corrêa          | PMDB    | 23.319  | Monsenhor Tabosa   | Ceará              |
| 25743  | José Parente Prado                    | PFL     | 22.113  | Sobral             | Ceará              |
| 25599  | Antônio Bitu dos Santos               | PFL     | 22.083  | Crato              | Ceará              |
| 15377  | Pinheiro Landim                       | PMDB    | 21.778  | Solonópole         | Ceará              |
| 12552  | Edson Silva                           | PDT     | 21.215  | Fortaleza          | Ceará              |
| 15386  | Eudoro Walter de Santana              | PMDB    | 20.947  | Quixeramobim       | Ceará              |
| 11563  | Liardeson Pontes Filho                | PDS     | 20.713  | Fortaleza          | Ceará              |
| 15721  | José Everardo Silveira                | PMDB    | 20.651  | Baturité           | Ceará              |
| 25971  | Francisco Andrade Teófilo Girão       | PFL     | 19.952  | Morada Nova        | Ceará              |
| 11149  | Marcos Cals                           | PDS     | 19.693  | Recife             | Pernambuco         |
| 15600  | Carlos Alberto Cruz                   | PMDB    | 19.021  | Juazeiro do Norte  | Ceará              |
| 15130  | Antônio Leite Tavares                 | PMDB    | 18.852  | Barro              | Ceará              |
| 15642  | José Tarcísio Campos Monteiro         | PMDB    | 18.829  | Icó                | Ceará              |
| 15784  | Antônio Eufrasino Neto                | PMDB    | 18.697  | Poranga            | Ceará              |
| 25666  | Domingos Holanda Fontes               | PFL     | 18.420  | Fortaleza          | Ceará              |
| 25391  | João Luiz Ramalho de Oliveira         | PFL     | 17.626  | Fortaleza          | Ceará              |
| 15936  | Ciro Gomes                            | PMDB    | 17.602  | Pindamonhangaba    | São Paulo          |
| 25795  | Francisco Fonseca Coelho              | PFL     | 17.712  | Tamboril           | Ceará              |
| 15612  | Luiz Pontes                           | PMDB    | 17.381  | Fortaleza          | Ceará              |
| 15917  | Barros Pinho                          | PMDB    | 17.337  | Teresina           | Piauí              |
| 11637  | Antônio de Almeida Jacó               | PDS     | 17.158  | Redenção           | Ceará              |
| 25307  | Francisco Erivano Cruz                | PFL     | 17.129  | Barbalha           | Ceará              |
| 25384  | Júlio Gonçalves Rego                  | PFL     | 17.043  | Tauá               | Ceará              |
| 25172  | Geraldo Gomes de Azevedo              | PFL     | 16.632  | Itapipoca          | Ceará              |
| 11862  | Nilo Sérgio Viana Bezerra             | PDS     | 16.332  | Várzea Alegre      | Ceará              |
| 15107  | Francisco Franzé Leite de Morais      | PMDB    | 16.264  | Fortaleza          | Ceará              |
| 15156  | Cláudio Augusto Fernandes Pinho       | PMDB    | 15.825  | Fortaleza          | Ceará              |
| 15977  | Gomes Farias                          | PMDB    | 15.689  | Ipu                | Ceará              |
| 25419  | Pedro José Philomeno Gomes Figueiredo | PFL     | 15.682  | Pacajus            | Ceará              |
| 11142  | João Elmo Moreno Cavalcante           | PDS     | 15.354  | Iguatu             | Ceará              |
| 25753  | Francisco Ednaldo Bessa               | PFL     | 15.174  | Beberibe           | Ceará              |
| 13948  | João Alfredo                          | PT      | 9.588   | Fortaleza          | Ceará              |
| 12448  | Paulo Napoleão Gonçalves Quezado      | PDT     | 6.636   | Aurora             | Ceará              |
| 13314  | Ilário Marques                        | PT      | 6.086   | Quixadá            | Ceará              |